# Peralvillo
Peralvillo är kommun i Dominikanska republiken.   Den ligger i provinsen Monte Plata, i den centrala delen av landet, 40 km norr om huvudstaden Santo Domingo. Antalet invånare i kommunen är cirka 21 000.